# The day that Curly Billy shot down Crazy Sam McGee
The Day that Curly Billy shot down Crazy Sam McGee is een single van The Hollies. Het is afkomstig van hun album Hollies. The Hollies bezongen een Westernfilmbeeld in dit lied, een duel. Geluidstechnicus was Alan Parsons.

## Hitnoteringen

### Nederlandse Top 40
| Hitnotering: 27-10-1973 t/m 19-01-1974 | Hitnotering: 27-10-1973 t/m 19-01-1974 | Hitnotering: 27-10-1973 t/m 19-01-1974 | Hitnotering: 27-10-1973 t/m 19-01-1974 | Hitnotering: 27-10-1973 t/m 19-01-1974 | Hitnotering: 27-10-1973 t/m 19-01-1974 | Hitnotering: 27-10-1973 t/m 19-01-1974 | Hitnotering: 27-10-1973 t/m 19-01-1974 | Hitnotering: 27-10-1973 t/m 19-01-1974 | Hitnotering: 27-10-1973 t/m 19-01-1974 | Hitnotering: 27-10-1973 t/m 19-01-1974 | Hitnotering: 27-10-1973 t/m 19-01-1974 | Hitnotering: 27-10-1973 t/m 19-01-1974 | Hitnotering: 27-10-1973 t/m 19-01-1974 | Hitnotering: 27-10-1973 t/m 19-01-1974 |
| Week:                                  | 1                                      | 2                                      | 3                                      | 4                                      | 5                                      | 6                                      | 7                                      | 8                                      | 9                                      | 10                                     | 11                                     | 12                                     | 13                                     |                                        |
| -------------------------------------- | -------------------------------------- | -------------------------------------- | -------------------------------------- | -------------------------------------- | -------------------------------------- | -------------------------------------- | -------------------------------------- | -------------------------------------- | -------------------------------------- | -------------------------------------- | -------------------------------------- | -------------------------------------- | -------------------------------------- | -------------------------------------- |
| Positie:                               | 29                                     | 9                                      | 3                                      | 1                                      | 1                                      | 2                                      | 3                                      | 7                                      | 9                                      | 15                                     | 23                                     | 36                                     | 37                                     | uit                                    |

### NederlandseDaverende Dertig
| Hitnotering: 27-10-1973 t/m 05-01-1974 | Hitnotering: 27-10-1973 t/m 05-01-1974 | Hitnotering: 27-10-1973 t/m 05-01-1974 | Hitnotering: 27-10-1973 t/m 05-01-1974 | Hitnotering: 27-10-1973 t/m 05-01-1974 | Hitnotering: 27-10-1973 t/m 05-01-1974 | Hitnotering: 27-10-1973 t/m 05-01-1974 | Hitnotering: 27-10-1973 t/m 05-01-1974 | Hitnotering: 27-10-1973 t/m 05-01-1974 | Hitnotering: 27-10-1973 t/m 05-01-1974 | Hitnotering: 27-10-1973 t/m 05-01-1974 | Hitnotering: 27-10-1973 t/m 05-01-1974 |
| Week:                                  | 1                                      | 2                                      | 3                                      | 4                                      | 5                                      | 6                                      | 7                                      | 8                                      | 9                                      | 10                                     |                                        |
| -------------------------------------- | -------------------------------------- | -------------------------------------- | -------------------------------------- | -------------------------------------- | -------------------------------------- | -------------------------------------- | -------------------------------------- | -------------------------------------- | -------------------------------------- | -------------------------------------- | -------------------------------------- |
| Positie:                               | 24                                     | 10                                     | 4                                      | 2                                      | 2                                      | 2                                      | 4                                      | 5                                      | 9                                      | 23                                     | uit                                    |

### VlaamseRadio 2 Top 30
| Hitnotering: (Week 1 t/m 10) 17-11-1973 t/m 19-01-1974 Hitnotering: (Week 11) 02-04-1974 | Hitnotering: (Week 1 t/m 10) 17-11-1973 t/m 19-01-1974 Hitnotering: (Week 11) 02-04-1974 | Hitnotering: (Week 1 t/m 10) 17-11-1973 t/m 19-01-1974 Hitnotering: (Week 11) 02-04-1974 | Hitnotering: (Week 1 t/m 10) 17-11-1973 t/m 19-01-1974 Hitnotering: (Week 11) 02-04-1974 | Hitnotering: (Week 1 t/m 10) 17-11-1973 t/m 19-01-1974 Hitnotering: (Week 11) 02-04-1974 | Hitnotering: (Week 1 t/m 10) 17-11-1973 t/m 19-01-1974 Hitnotering: (Week 11) 02-04-1974 | Hitnotering: (Week 1 t/m 10) 17-11-1973 t/m 19-01-1974 Hitnotering: (Week 11) 02-04-1974 | Hitnotering: (Week 1 t/m 10) 17-11-1973 t/m 19-01-1974 Hitnotering: (Week 11) 02-04-1974 | Hitnotering: (Week 1 t/m 10) 17-11-1973 t/m 19-01-1974 Hitnotering: (Week 11) 02-04-1974 | Hitnotering: (Week 1 t/m 10) 17-11-1973 t/m 19-01-1974 Hitnotering: (Week 11) 02-04-1974 | Hitnotering: (Week 1 t/m 10) 17-11-1973 t/m 19-01-1974 Hitnotering: (Week 11) 02-04-1974 | Hitnotering: (Week 1 t/m 10) 17-11-1973 t/m 19-01-1974 Hitnotering: (Week 11) 02-04-1974 | Hitnotering: (Week 1 t/m 10) 17-11-1973 t/m 19-01-1974 Hitnotering: (Week 11) 02-04-1974 | Hitnotering: (Week 1 t/m 10) 17-11-1973 t/m 19-01-1974 Hitnotering: (Week 11) 02-04-1974 |
| Week:                                                                                    | 1                                                                                        | 2                                                                                        | 3                                                                                        | 4                                                                                        | 5                                                                                        | 6                                                                                        | 7                                                                                        | 8                                                                                        | 9                                                                                        | 10                                                                                       |                                                                                          | 11                                                                                       |                                                                                          |
| ---------------------------------------------------------------------------------------- | ---------------------------------------------------------------------------------------- | ---------------------------------------------------------------------------------------- | ---------------------------------------------------------------------------------------- | ---------------------------------------------------------------------------------------- | ---------------------------------------------------------------------------------------- | ---------------------------------------------------------------------------------------- | ---------------------------------------------------------------------------------------- | ---------------------------------------------------------------------------------------- | ---------------------------------------------------------------------------------------- | ---------------------------------------------------------------------------------------- | ---------------------------------------------------------------------------------------- | ---------------------------------------------------------------------------------------- | ---------------------------------------------------------------------------------------- |
| Positie:                                                                                 | 12                                                                                       | 17                                                                                       | 9                                                                                        | 7                                                                                        | 6                                                                                        | 6                                                                                        | 8                                                                                        | 8                                                                                        | 19                                                                                       | 14                                                                                       | uit                                                                                      | 23                                                                                       | uit                                                                                      |

### NPO Radio 2 Top 2000
| Nummer met noteringen in de NPO Radio 2 Top 2000   | '99  | '00 | '01 | '02 | '03  | '04  | '05  | '06  | '07 | '08  | '09  | '10  | '11  | '12-'13 | '14  |
| -------------------------------------------------- | ---- | --- | --- | --- | ---- | ---- | ---- | ---- | --- | ---- | ---- | ---- | ---- | ------- | ---- |
| The day that Curly Billy shot down Crazy Sam McGee | 1551 | 936 | 869 | 989 | 1110 | 1298 | 1246 | 1222 | -   | 1589 | 1193 | 1470 | 1880 | -       | 1972 |

1. ↑  Een '-' betekent dat het nummer niet was genoteerd en een vetgedrukt getal geeft de hoogste notering aan.
2. ↑  Deze tabel is bijgewerkt tot en met de laatste editie (2024).